# Bobija (Cetinje)
Pour les articles homonymes, voir Bobija.
Bobija (en serbe cyrillique : Бобија) est un village du sud du Monténégro, dans la municipalité de Cetinje.

## Démographie

### Évolution historique de la population
| 1948 | 1953 | 1961 | 1971 | 1981 | 1991 | 2003 |
| ---- | ---- | ---- | ---- | ---- | ---- | ---- |
| 287  | 317  | 298  | 191  | 115  | 65   | 39   |